# Ancoule

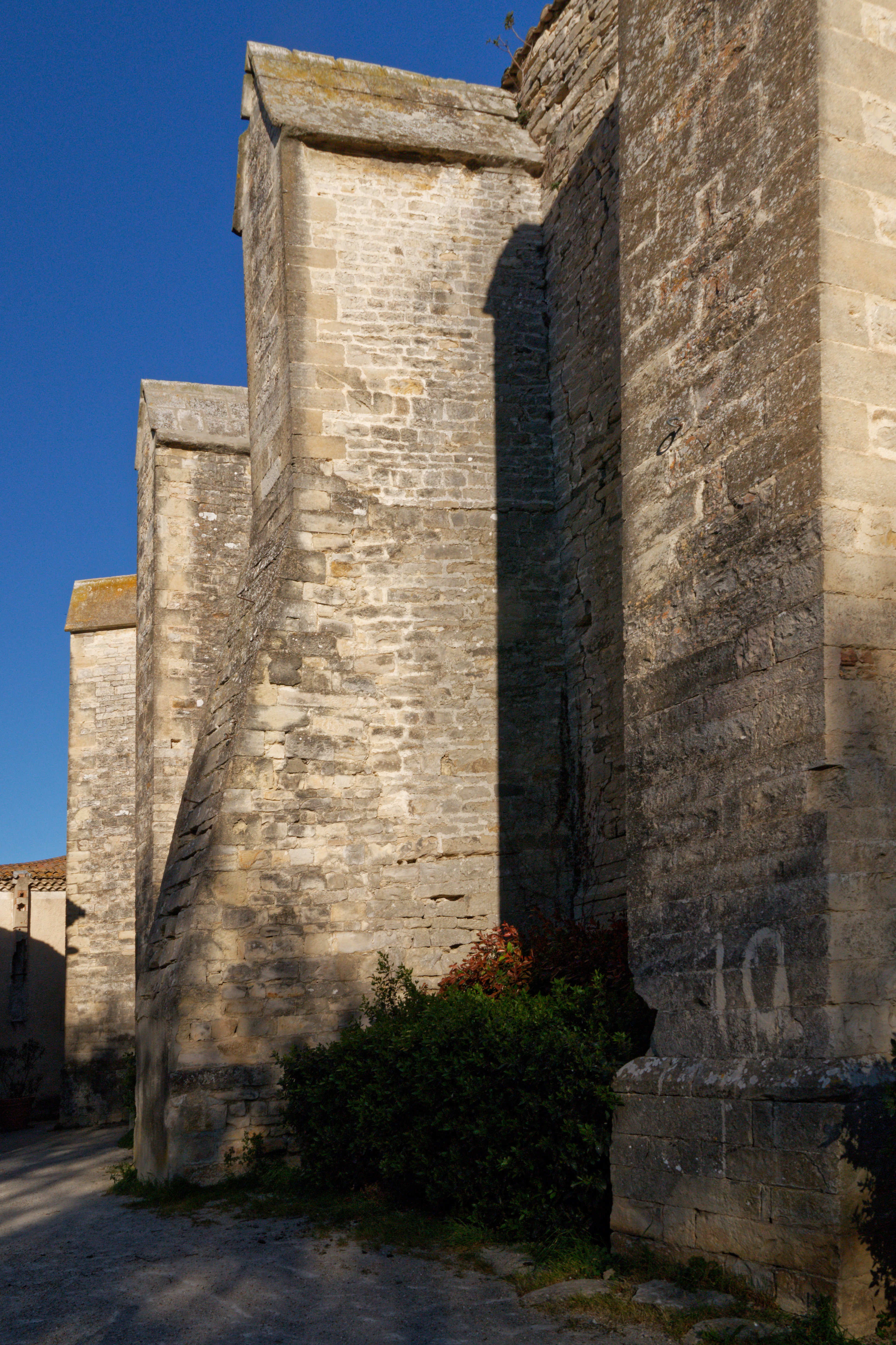
Ancoule de consolidation de la nef de l'église Saint-Saturnin de Calvisson.

Une ancoule, ou encoule, en architecture, est une surépaisseur de maçonnerie limitée en élévation, faite après coup, formant un talus et destinée à renforcer la solidité d'un mur, en d'autres termes un contrefort ou arc-boutant,.